# アストンマーティン・ヴァルキリー
ヴァルキリー (Valkyrie) は、イギリスの自動車メーカー、アストンマーティンが製造・販売する、高級スポーツカー（ハイパーカー）。フォーミュラ1 (F1) のレッドブル・レーシングとの共同プロジェクトとして開発された。
ヴァルキリー (Valkyrie) とは北欧神話に登場する、戦死した英雄の魂を導く半神「ワルキューレ（Walküre）」の英語表記である。アストンマーティンの特別なモデルに受け継がれてきた”V”のイニシャルが与えられている。

## 概要
ヴァルキリーはアストンマーティンに宿るスポーツカーの伝統と、レッドブルが持つF1の先端技術を融合した究極のロードカーとして企画された。開発はQ by アストンマーティン・アドバンスド、レッドブル・アドバンスド・テクノロジーズ、AFレーシングAGの協力により行われ、アストンマーティンのマレック・ライヒマン、レッドブルのエイドリアン・ニューウェイという双方のデザイン責任者が指揮している。
「空力の鬼才」としてF1マシンをデザインしてきたニューウェイ自身、ロードカーの設計は長年の夢であったという。2014年8月、F1シーズンの夏季休暇中にアイディアが具体化し、9カ月間のシミュレーション作業を経て、自動車メーカーとの提携を選択した。アストンマーティンをパートナーに選んだのは、お互いのファクトリーが30マイル（約48 km）ほどしか離れていなかったことと、インフィニティとのパートナーシップを通じて、アストンマーティンの経営陣と面識があったためである。
2016年3月にプロジェクトを正式発表し、諸々の情報公開を経て、2019年内の納車開始にむけて準備が進められたが、開発期間の延長や1台当たり2,000時間以上の製作時間を要することから、デリバリー開始は2021年までずれこんだ。価格は200〜250万ポンド（約3億2,000万〜4億円）。生産台数は150台限定で、予約完売となっている。日本には11台がデリバリーされる予定。またバリエーションとして、オープントップモデルのヴァルキリー スパイダー（85台）と、サーキット走行に特化したヴァルキリーAMR Pro（40台）が限定生産される。
さらに、両社はハイパーカープロジェクトの第二弾として、ヴァルハラ  (Valhalla) の開発を発表している。ヴァルハラとは、北欧神話でワルキューレに選ばれた戦士の魂が集められる主神オーディンの宮殿である。

## 沿革
日付はイギリス現地時間。
- 2016年
  - 3月17日 - アストンマーティンとレッドブル・レーシングの提携、およびコードネーム”AM-RB 001”の開発プロジェクトを発表[11]。
  - 7月5日 - AM-RB 001の概要発表、アストンマーティン・ゲイドン工場にて試作車を公開[12]。
- 2017年
  - 3月6日 - ジュネーヴ・モーターショーにて正式名称”Valkyrie”を発表[13]。
  - 10月4日 - AM-RB 001を日本初公開[14]。
  - 11月17日 - サーキット専用バージョン”AMR Pro”を発表[15]。
- 2019年7月13日 - F1イギリスGPの会場となるシルバーストン・サーキットにて初のデモンストレーション走行[16]。
- 2021年
  - 6月28日 - ヴァルキリーAMR Proを発表[17]。
  - 8月12日 - 米国カリフォルニア州ペブルビーチにて、ヴァルキリー スパイダーを発表[18]。
  - 11月4日 - 量産第1号車が完成[19]。
- 2022年3月21日 - ヴァルキリーAMR ProがバーレーンGP開催地のバーレーン・インターナショナル・サーキットで初のデモンストレーション走行を行った[20]。
- 2023年10月4日 - ヴァルキリーAMR Proをベースとしたマシンで2025年のル・マンに参戦することを発表[21]

## メカニズム
エンジンは英国のエンジンビルダー、コスワース製の6,500 cc自然吸気V型12気筒エンジン（バンク角65度）をミッドマウントする。V型6気筒ターボという選択肢も考えられたが、ストレスマウントの振動やギアボックスの軽量化、エンジンサウンドの好みという点で自然吸気V12が搭載された（ヴァルハラではV6ターボを搭載予定）。最高回転数は11,000 rpm、最大出力は10,500 rpmで1,014馬力、最大トルクは7,000 rpmで740 Nm。排ガス規制に適合するロードカー用自然吸気エンジンとしては、世界で初めて1,000馬力に達した、とされる。
ハイブリッドシステムはF1に導入された運動エネルギー回生システム（KERS）に似た機構で、インテグラル・パワートレイン製の電気モーターとリマック製のバッテリーで構成される。162馬力・280 Nmのモーターアシストを加えると、最大出力は10,500 rpmで1,176馬力、最大トルクは6,000 rpmで900 Nmとなる。
車体はカーボン（CFRP）製で、車両重量は約1,000 kgに抑えられ、パワーウェイトレシオ1:1（1.0 kg/PS）を謳っている。細部まで軽量化を徹底されており、フロントノーズのアストンマーティンのウィングバッジは厚さ70ミクロン（0.07 mm）のアルミを溶着している。電気モーターの搭載により、スターターモーターやオルタネーター、リバースギアが不要になり、重量増を相殺している。
ニューウェイはゲーム「グランツーリスモシリーズ」のために手掛けたレッドブル・X2010〜X2014のデザインを応用しており、空力主義のレーシングカーを思わせる大胆なボディスタイリングになっている。フロントグリル部分は大きく開口し、バンパーの代わりにフラップ付きの吊り下げ式ウィングを装備している。キャビンとエンジンルームの底はティアドロップ形状で、車体下面は大きなトンネル状になっており、ここを通過する気流のヴェンチュリ効果によってダウンフォースを獲得する。プロトタイプのAM-RB 001から実車仕様のヴァルキリーに進む段階で、ディフューザーやテールランプなどリアセクションのデザインが変更されている（下の画像参照）。
コクピットは並列2座席で、ガルウィングドアを採用。乗員はフォーミュラカーのように足を持ち上げた格好で乗車する。身長2mの乗員でも自然なポジションをとれるようにしているが、2人分のスペースを確保するため、運転席と助手席をやや前後にずらして設置している。スイッチ類は脱着式ステアリング上に集約される。
オープントップモデルの「スパイダー」はシザーズドアを採用。ルーフを取り外した状態でも空力パフォーマンスを維持するよう、アクティブエアロダイナミクスシステムとアクティブシャシーシステムのチューニングが見直されている。
テクニカルパートナーとしては、リカルド（7速セミAT）、マルチマティック（カーボンコンポジット）、アルコンおよびサーフェス・トランスフォームズ（ブレーキシステム）、ボッシュ（エレクトロニクス）、ワイパック（照明）、ミシュラン（タイヤ）が挙げられている。

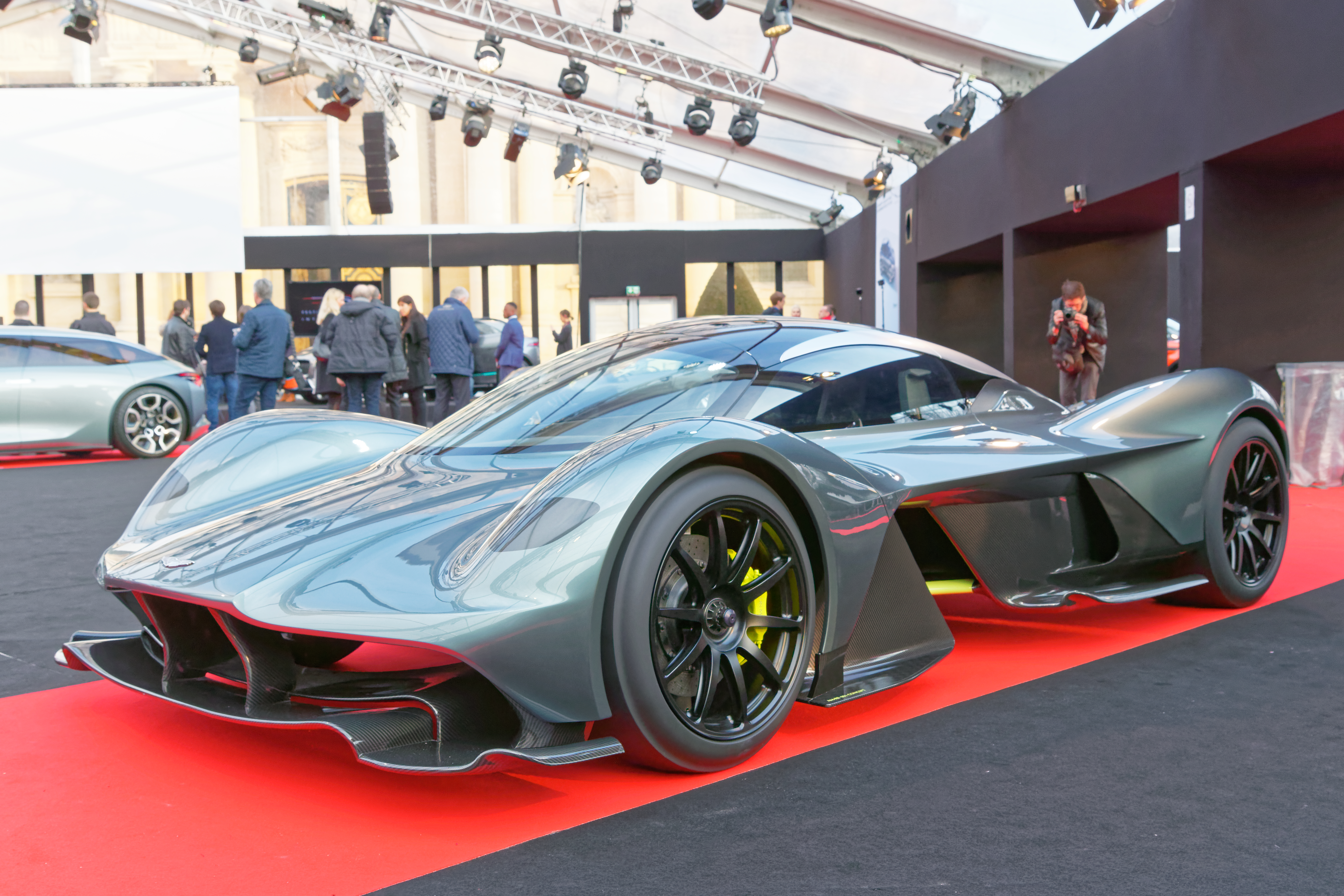
AM-RB 001のサイドビュー
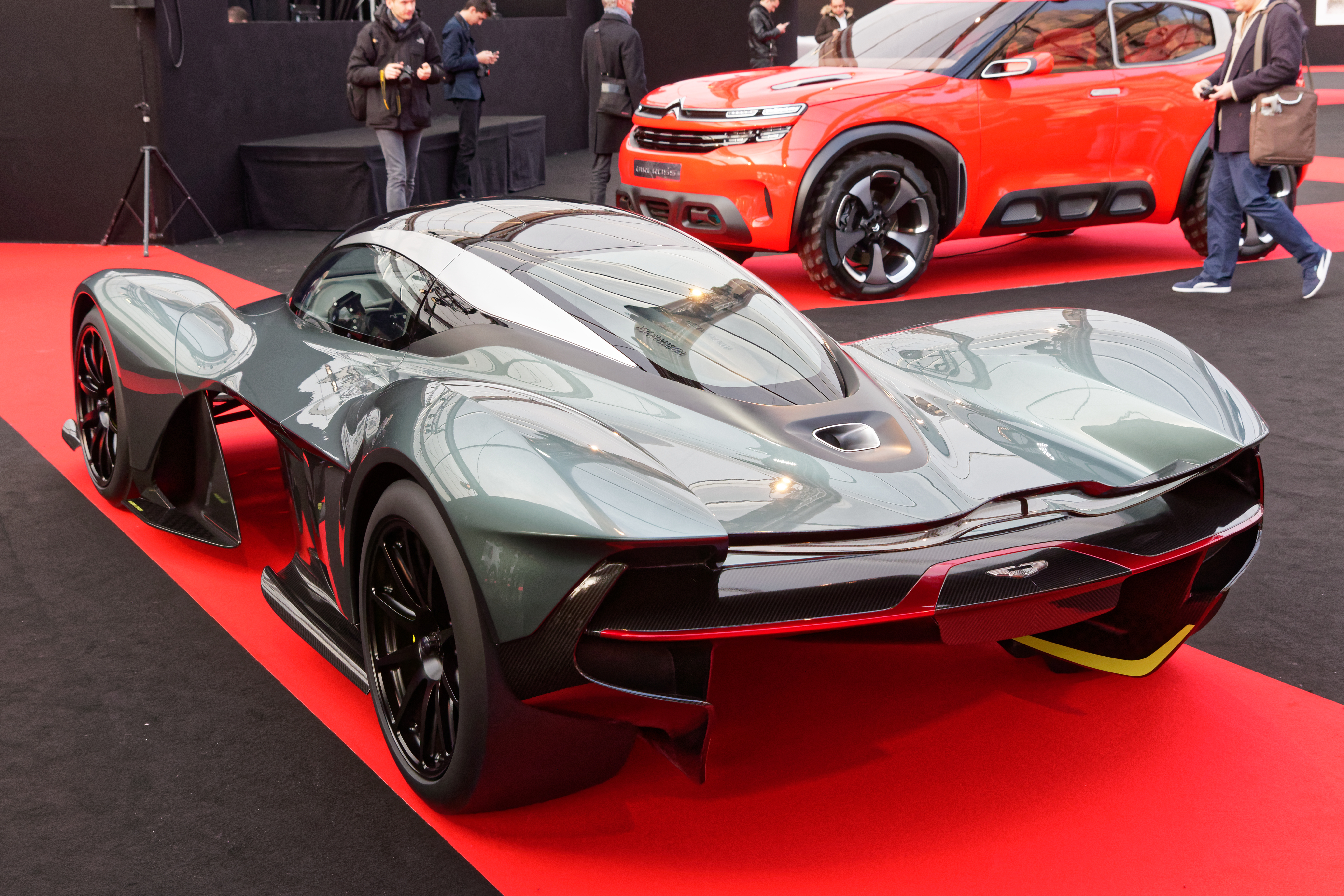
AM-RB 001のリアビュー
ヴァルキリーのリアビュー
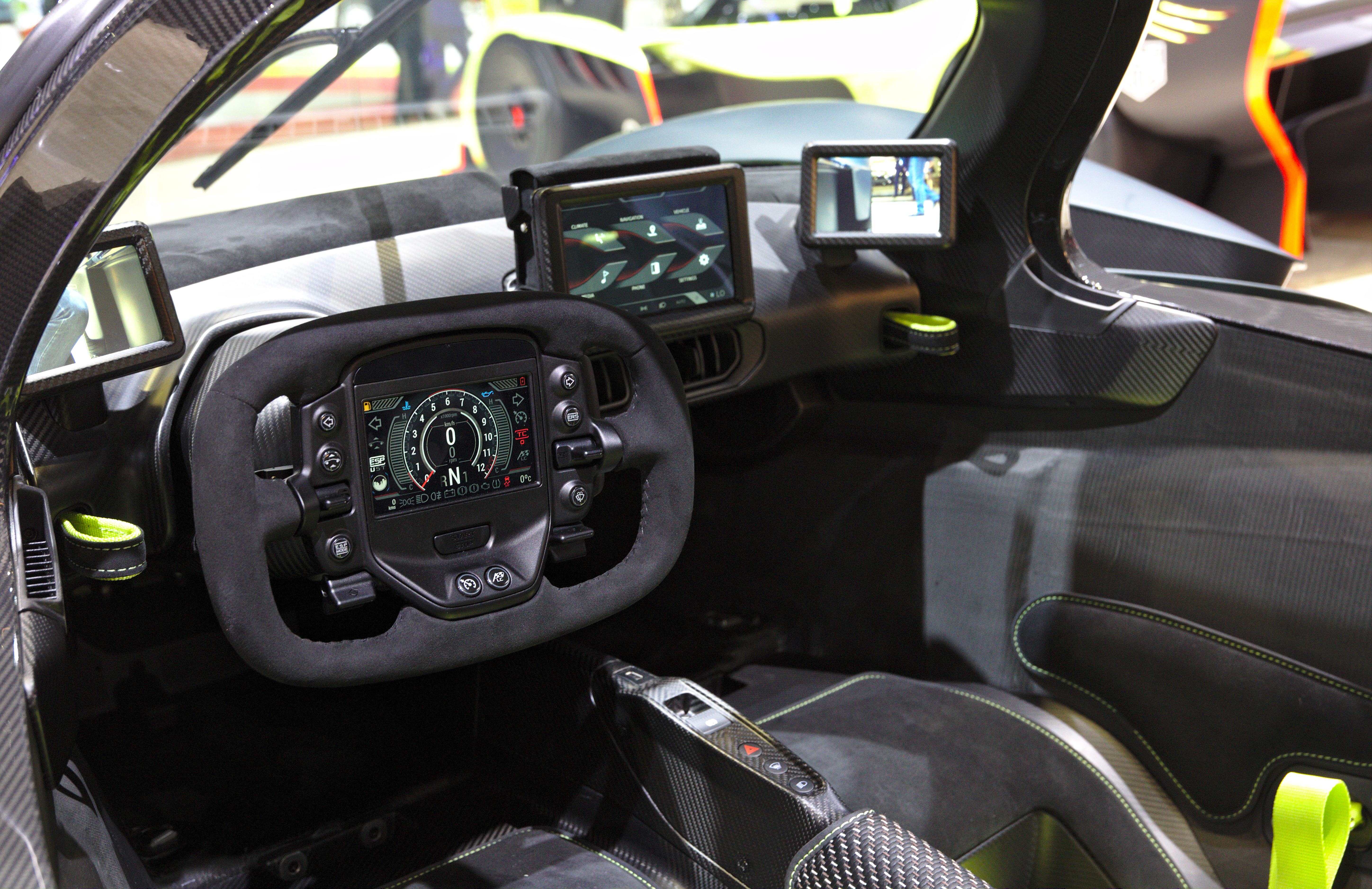
コクピットのインテリア
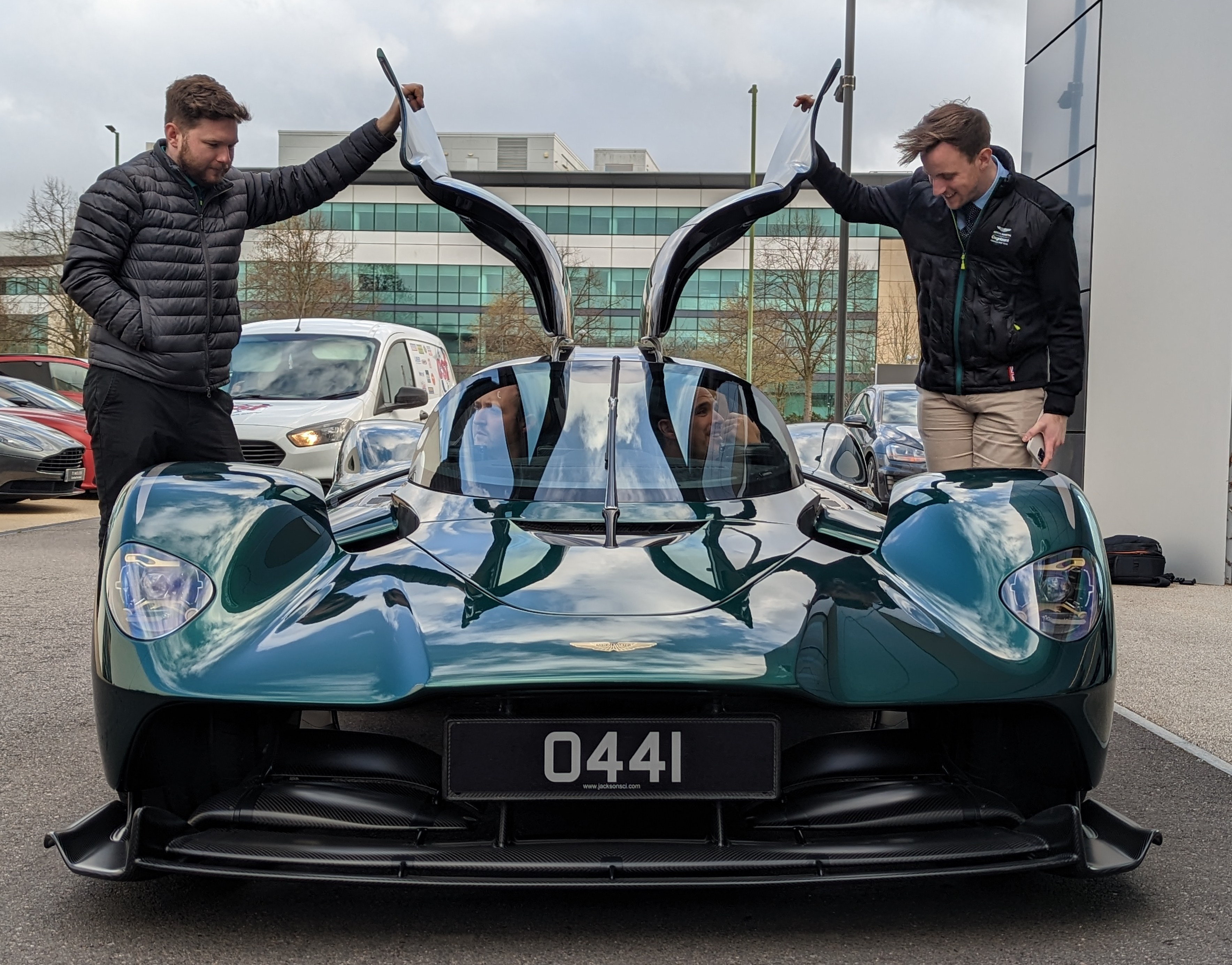
ガルウィングドアを開放した状態
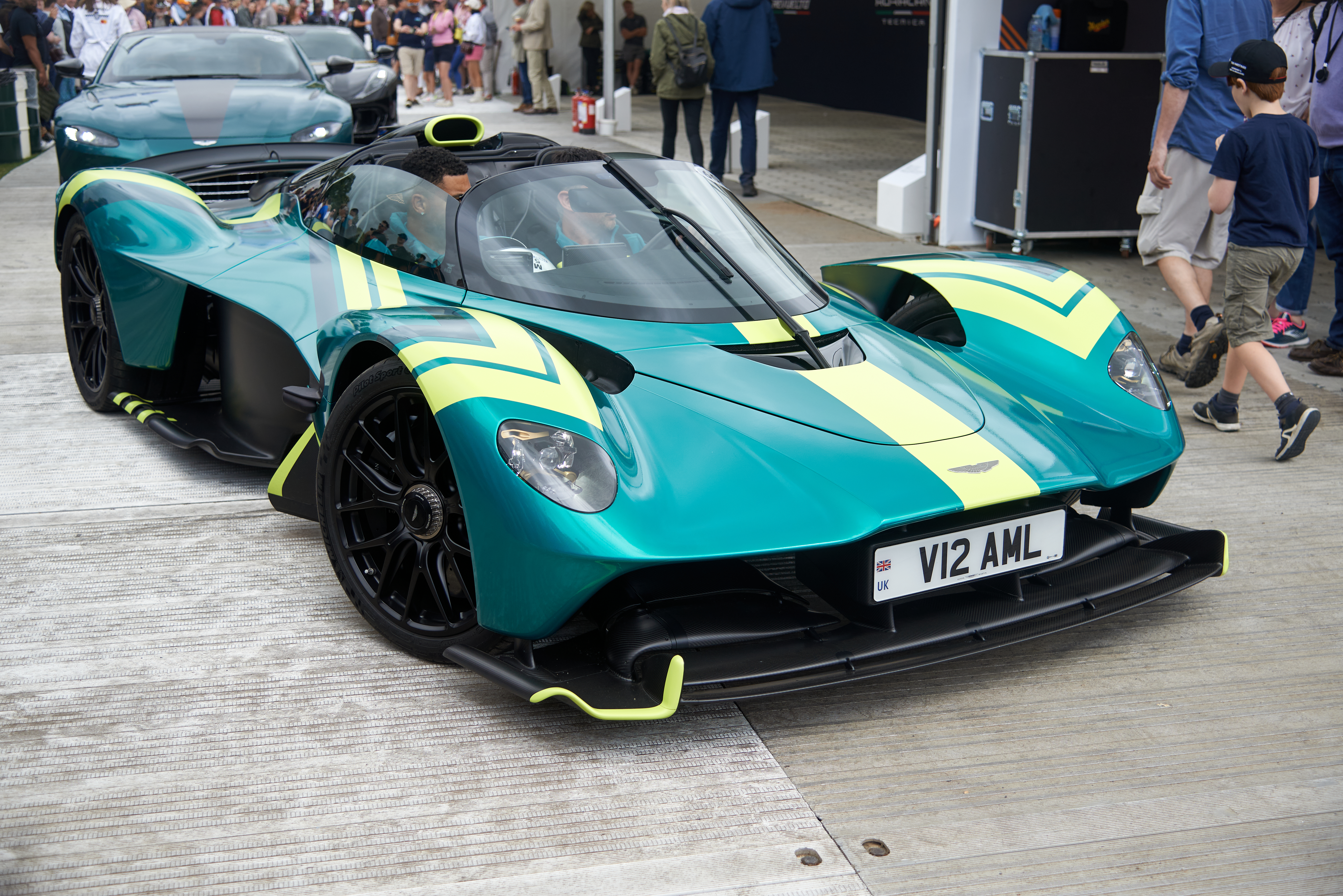
スパイダー

## モータースポーツ

### AMR Pro

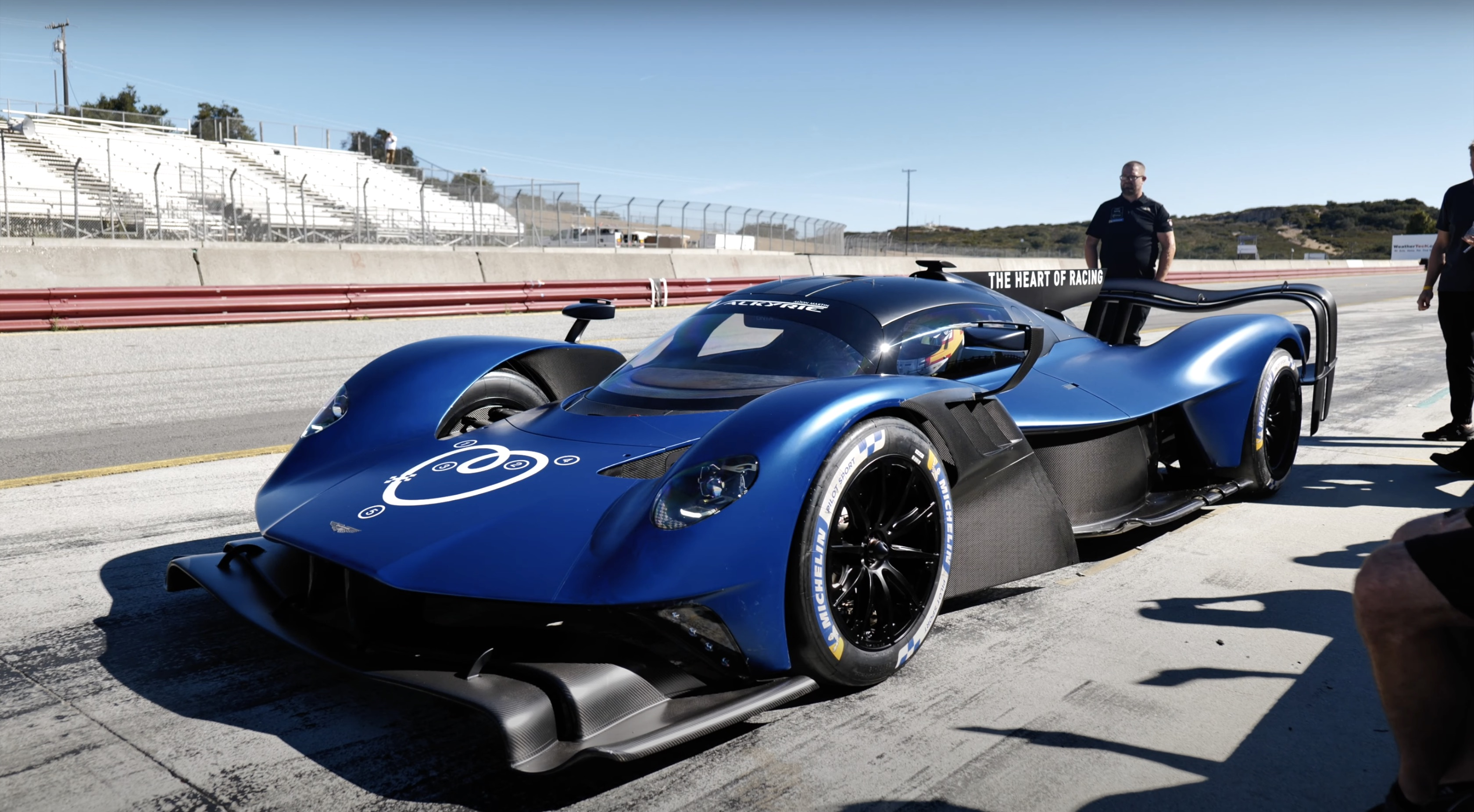
ヴァルキリーAMR Pro（2022年ラグナ・セカにて撮影）

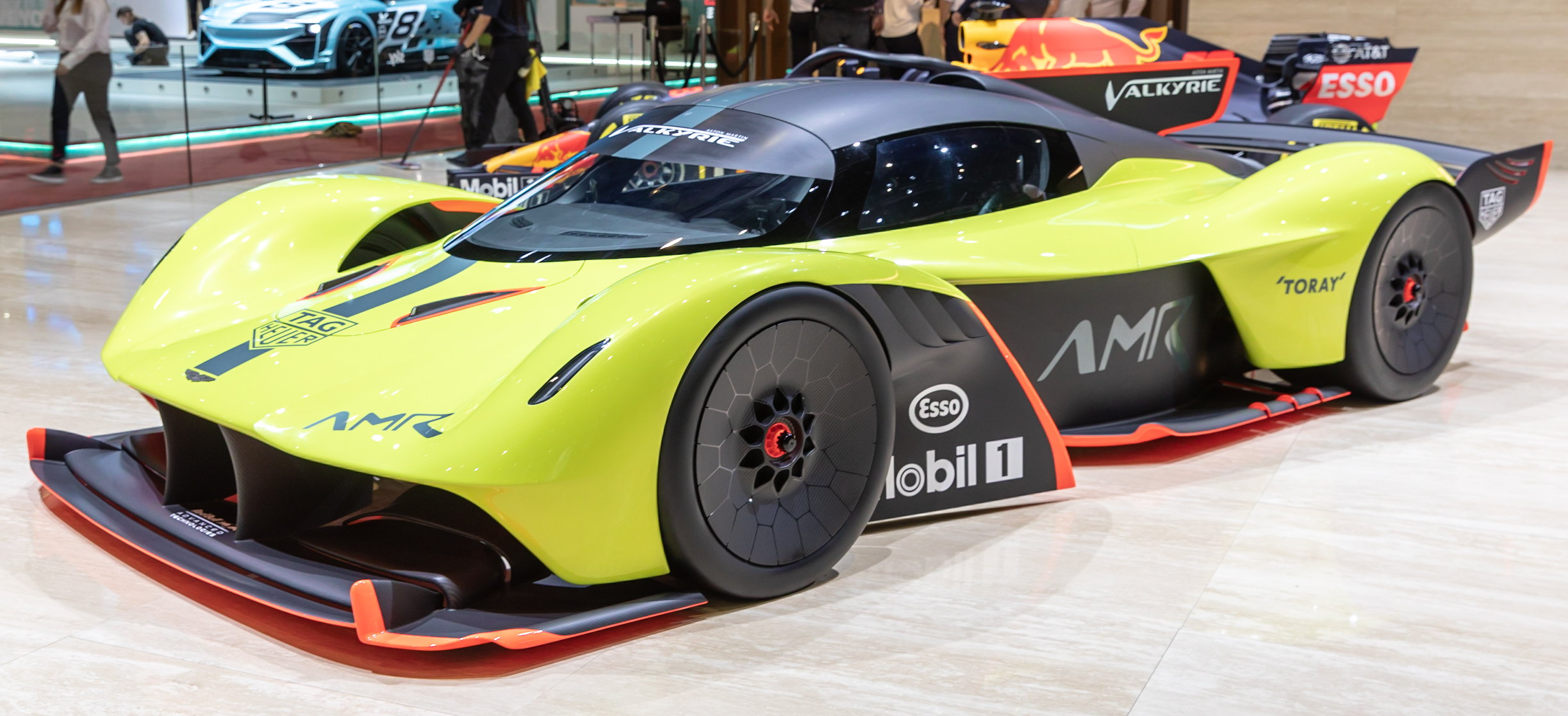
AMR Proプロトタイプ（2019年）

コードネームAM-RB 002と呼ばれていたサーキット専用（トラックバージョン）のヴァルキリーは、AMR Proというサブネームを与えられた（AMRはアストンマーティン・レーシング）。
当初は公道仕様のヴァルキリーから最大限のパフォーマンスを引き出すことをテーマにしていたが、後述するル・マン・ハイパーカー（LMH）計画においてル・マン24時間レースの総合優勝を狙うレースカーとして開発が進められた。その後、LMH計画の延期により、レースのレギュレーションの制約から解放され、究極のパフォーマンスを追求するマシンへと生まれ変わった。
交通法規上必要な装備や快適性に関わる部品を取り除き、ウィングの大型化、軽量ボディワークへの換装、レース用カーボンブレーキディスク / キャリパーの採用、エンジン・電子制御系・サスペンションのチューンなどを行っている。ホイールはロードモデルよりも小さい前後18インチ。最高速度は400km/h（予測値）、3.3 Gを超えるコーナリングフォースと3.5 Gを超える減速フォースに耐えうるとしている。ル・マン24時間レースの行われるサルト・サーキットの1周ラップタイムは3分20秒を目標としている。
2020年末をもってレッドブル・レーシングとのスポンサー契約を解消したためヴァルキリープロジェクトを一時延期していたが、翌2021年6月末に正式な製品化と40台の限定生産を発表した。購入特典は、「FIA公認サーキットでアストンマーティン主催のサーキット・デイに参加する権利」が付与される。なお既存のレース等のレギュレーションは一切無視して開発されているため、サーキット・デイ以外でのレース参戦の予定はない。

### スポーツカーレース

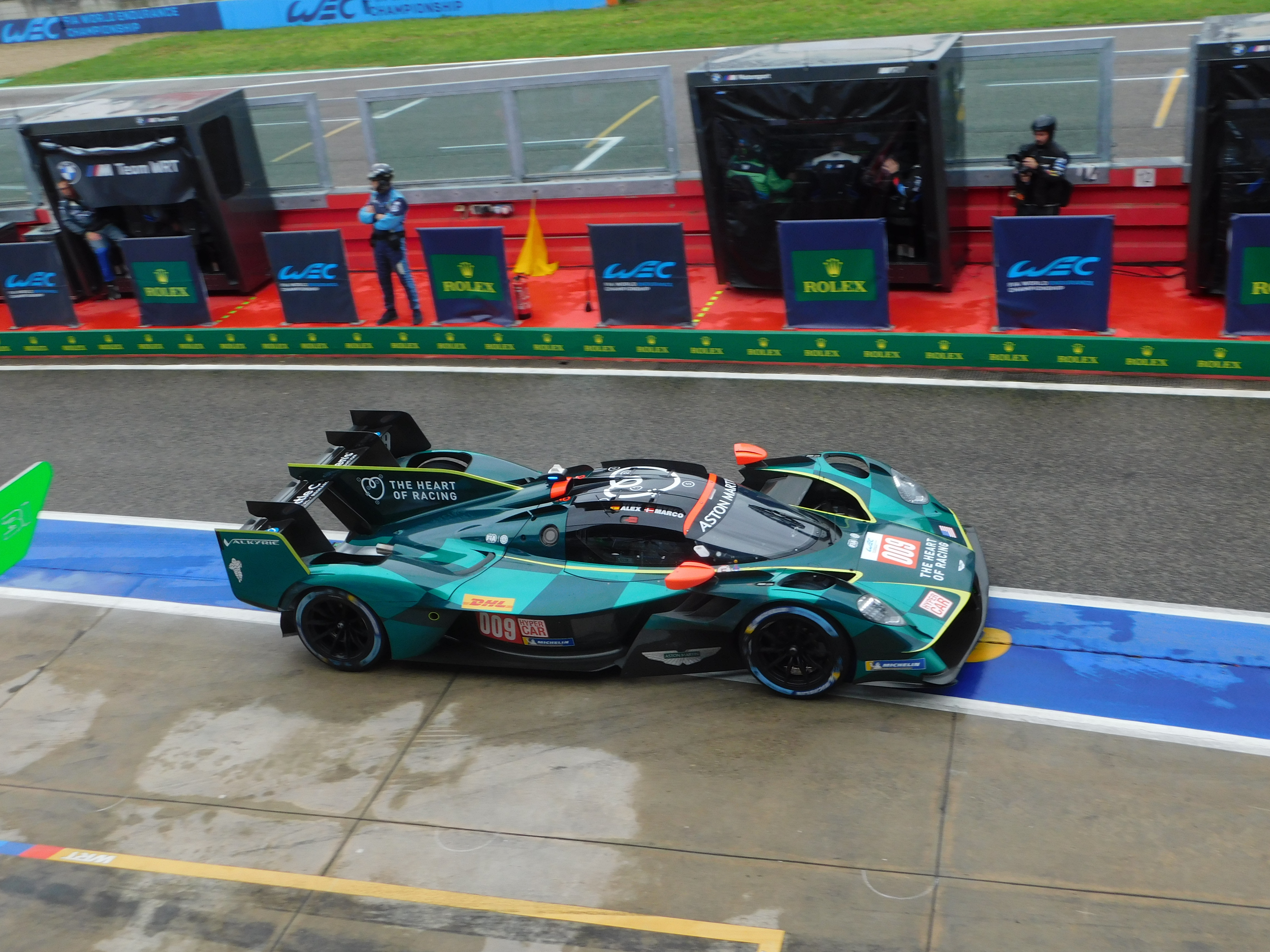
2025年イモラ6時間レースにて

AMR Proをベースとし、ル・マン・ハイパーカー (LMH) 規定に則り開発したレーシングカーで、2025年よりスポーツカーレースのFIA 世界耐久選手権 (WEC) とウェザーテック・スポーツカー選手権 (IMSA) の両シリーズの最高峰クラスに参戦している。この車両にはハイブリッドシステムを搭載していない。